# Eduard Dürre
Christian Eduard Leopold Dürre (* 30. November 1796 in Berlin; † 23. März 1879 in Weinheim) war ein deutscher Turner und Turnpädagoge.

## Leben
Nach dem Besuch des Gymnasiums zum Grauen Kloster in Berlin ab 1806 wurde er 1810 einer der ersten Schüler von Friedrich Ludwig Jahn, dessen Vorturner und späterer Mitarbeiter er auf der Berliner Hasenheide wurde. An den Befreiungskriegen gegen Napoleon nahm er ab 1810 im Lützow’schen Freikorps teil und nahm u. a. in Schönhausen (Elbe) Ausbildung von Freiwilligen an der Waffe und im Turnen vor. Nach Rückkehr aus dem Krieg studierte er ab 1815 Theologie in Berlin und von 1816 bis 1818 an der Universität Jena. In Jena legte er mit Maßmann den ersten Turnplatz an und nahm in seiner Freizeit sehr aktiv an den Turnstunden teil. Daneben war Dürre auch Vorsänger auf dem Wartburgfest.
1819 ging er als Lehrer nach Frankfurt (Oder). Später war er als Privatlehrer tätig und ging schließlich als Deutschlehrer nach Frankreich. 1848 kehrte er nach Preußen zurück.
Ab 1851 war Dürre Lehrer am Bender’schen Institut in Weinheim, wo er 1879 starb.

## Schriften (Auswahl)
- Organisation des Turnwesens. Winke und Wünsche an H. F. Maßmann in Berlin. In: Beilage zur Allgemeinen Zeitung  vom 1. Oktober 1843, Nr. 274.
- Aufzeichnungen, Tagebücher und Briefe aus einem deutschen Turner- und Lehrerleben, Verlag Eduard Strauch, Leipzig, 1881 (Digitalansicht) (Memento vom 30. Oktober 2020 im Internet Archive)

## Ehrungen
In Weinheim wurde ein Platz nach ihm benannt.